# Morano sul Po
Morano sul Po és un municipi situat al territori de la província d'Alessandria, a la regió del Piemont (Itàlia).
Limita amb els municipis de Balzola, Camino, Casale Monferrato, Coniolo, Costanzana, Pontestura i Trino. Pertanyen al municipi les frazioni de Due Sture i Pobietto.